# 加薩猶太會堂
加薩猶太會堂是西元508年（拜占庭時期）建於美烏瑪（今巴勒斯坦加薩里爾姆）的一座猶太會堂，今已不存。1965年埃及人發現了此猶太會堂的遺址，稱其為一座基督教堂，後來又在遺址中發現一件描繪被許多動物環繞的大衛王彈奏里拉琴之馬賽克作品，其上有寫有大衛王的希伯來文名，畫作長約3公尺、寬約2公尺:73，埃及考古學家將其描述為奥菲斯马赛克，並指畫中主角為拜占庭藝術中常見的古希臘神話人物奧菲斯。此作品中的大衛王面部圖案後來被挖除，1967年以色列在六日戰爭佔領加薩走廊後將其移至以色列博物館進行修復工作。加薩猶太會堂內的許多馬賽克作品現藏於耶路撒冷的好撒瑪利亞人博物館（Museum of the Good Samaritan）。

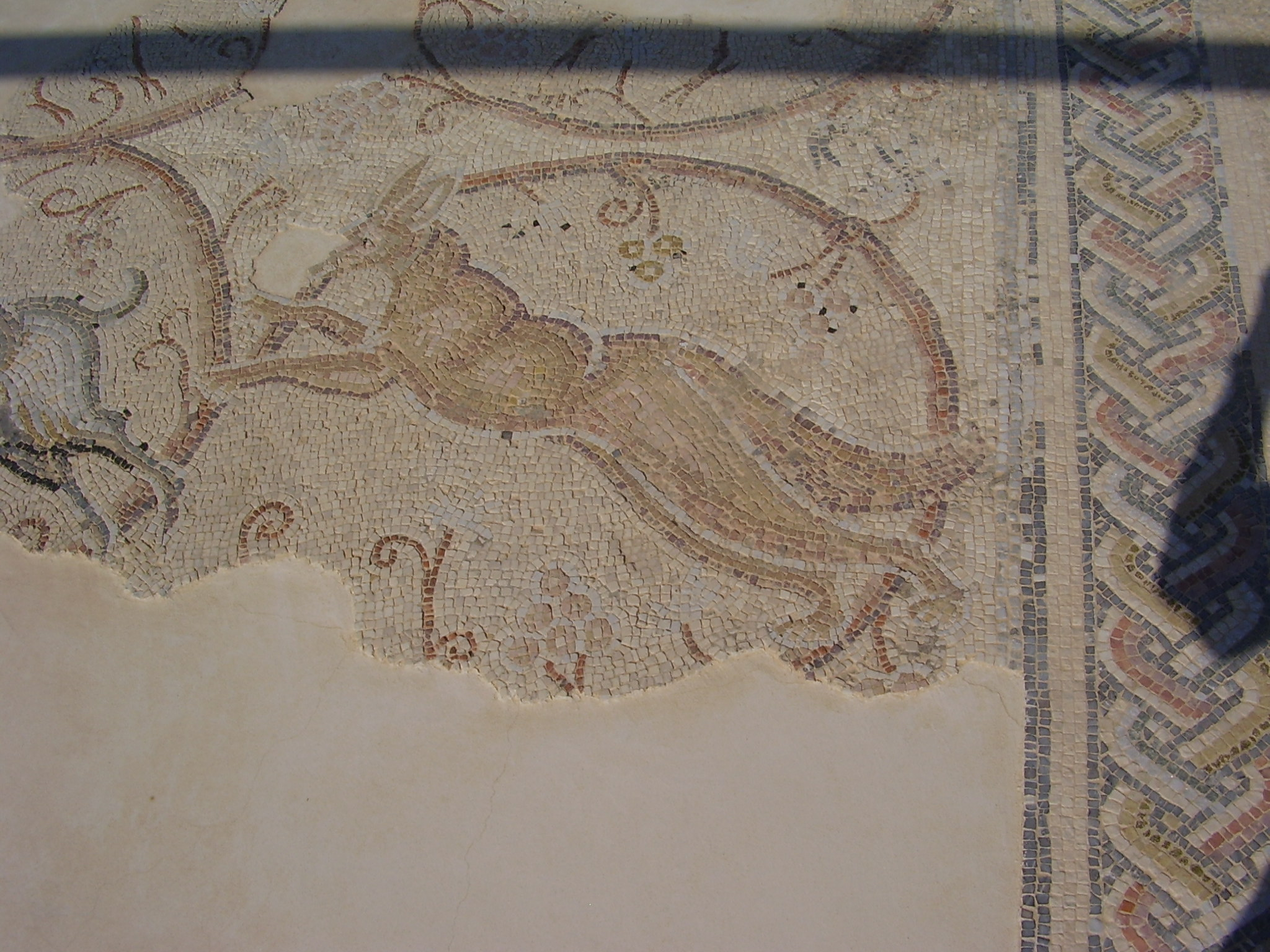
耶路撒冷好撒瑪利亞人博物館展示的加薩猶太會堂馬賽克作品